# László Bárdossy
László Bárdossy de Bárdos (ur. 10 grudnia 1890 w Szombathely, zm. 10 stycznia 1946 w Budapeszcie) – węgierski dyplomata i polityk faszystowski.

## Życiorys
Pochodził z rodziny urzędniczej. W 1912 ukończył prawo na uniwersytecie w Budapeszcie. Karierę urzędniczą rozpoczął w 1913, podejmując pracę w Ministerstwie Wyznań i Edukacji Narodowej. W 1922 przeszedł do Ministerstwa Spraw Zagranicznych. W tym samym roku został zastępcą kierownika, zaś w 1927 kierownikiem Departamentu Prasy MSZ. Od 1930 był radcą w poselstwie węgierskim w Londynie. Od 1934 do 1941 pełnił urząd ambasadora w Bukareszcie (Rumunia). Po nagłym zgonie Istvana Csakyego w lutym 1941 mianowano go ministrem spraw zagranicznych, a gdy premier Pál Teleki popełnił samobójstwo, zastąpił go na stanowisku szefa rządu i zachował jednocześnie funkcję ministerialną.
Był przekonany o tym, że hitlerowskie Niemcy odniosą zwycięstwo w II wojnie światowej, a jako zwolennik odzyskania dla Węgier Wojwodiny wyraził zgodę na przemarsz armii III Rzeszy przez obszary Węgier do Jugosławii. Kiedy ogłoszono niepodległość Chorwacji, postanowił dołączyć do niemieckiej kampanii antyjugosławiańskiej, co uczynił 11 kwietnia 1941 w porozumieniu z regentem Miklósem Horthym. Dzięki temu posunięciu armia węgierska zaanektowała Wojwodinę. Po hitlerowskiej agresji na Związek Radziecki (22 czerwca 1941) zerwał stosunki dyplomatyczne z Moskwą i 4 dni później przekazał Radzie Ministrów do zatwierdzenia decyzję Horthyego o włączeniu się Węgier po stronie III Rzeszy do wojny przeciwko ZSRR, a następnego dnia ogłosił tę decyzję w parlamencie i nie prosił Zgromadzenia Narodowego o jej zaakceptowanie. Po japońskim ataku na Pearl Harbour (11 grudnia 1941) oznajmił, że Węgry są w stanie wojny z Wielką Brytanią i USA. Zrobił to bez zgody rządu i pod nieobecność Miklósa Horthyego, a na ten krok miały wpływ zarówno naciski ze strony Niemiec, jak i Włoch.
W polityce wewnętrznej reprezentował skrajną prawicę nacjonalistyczną. W 1941 przyjęto tzw. trzecią ustawę antyżydowską, w której m.in. zabroniono zawierania małżeństw między Żydami a chrześcijanami i uznano stosunki seksualne między nimi za rasowe przestępstwo. Był odpowiedzialny za masowe deportacje ludności żydowskiej do obozów koncentracyjnych.
W styczniu 1942 Laszlo Bardossy doprowadził do utworzenia i wysłania na front wschodni liczącej 209 000 żołnierzy 2 Armii węgierskiej i umożliwił wcielenie 20 000 Niemców węgierskich do Waffen SS. W 1943 2 Armia poniosła ogromne straty w łuku Donu. Co czwarty jej żołnierz poległ, ponadto 28 000 z nich znalazło się w radzieckiej niewoli. Przez swoją przesadną uległość wobec Niemców Bardossy stopniowo tracił swoje wpływy na arenie politycznej, a prozachodnie kręgi konserwatywne próbowały wymóc na Horthym zdymisjowanie premiera. Bardossy był przy tym skłócony z regentem w sprawie utworzenia urzędu jego zastępcy i obsady tego stanowiska, na którym Horthy pragnął widzieć własnego syna. Admirał przeforsował ten plan w lutym 1942. 7 marca 1942 Bardossy utracił swój urząd, lecz jako czołowa postać skrajnej prawicy nie zaprzestał działalności politycznej. W 1942 objął kierownictwo radykalnej Zjednoczonej Chrześcijańskiej Ligi Narodowej, a w 1944 został posłem. Kiedy do władzy doszli strzałokrzyżowcy w październiku 1944, pozostał członkiem ich parlamentu z okręgu Sopron.
Pod koniec wojny w 1945 uciekł do Bawarii, lecz został aresztowany przez władze amerykańskie i w październiku tego roku przywieziony do Budapesztu. W listopadzie Sąd Ludowy w Budapeszcie skazał go jako zbrodniarza wojennego na powieszenie. Tuż przed egzekucją wyrok zmieniono na rozstrzelanie.